# 牓示
牓示、牓爾、榜示（ほうじ、ぼうじ）とは、交通の要所や市場、所領などの土地の四至あるいは境界のうち重要な地点に立てた掲示のこと。

## 概要
元は、官司などが、不特定多数に命令や告知すべき内容（牓）を木の板に書いて掲示した物を指した。例えば、遺失物が拾得された場合、拾得者はそれを所管の官司に届け出て、官司は一定の手続の後に牓示を行って所有者を探す必要があった（捕亡令官私奴婢条・得闌遺物条、雑令公私材木条）。また、『類聚三代格』所収の太政官符の中で、官符の内容を牓示するように命じたものが20件確認されており、当時の朝廷が法令の内容などを牓示の形で民衆に伝えようとしていたと考えられている。こうした牓示は官司の命令を受けた刀禰・田領などによって、道の交差点や港津のような交通の要所や市場などで行われていたと考えられている。また、特定の区域（寺社の境内や山野など）に出された命令を告知するためにその四至にも牓示が行われていたと考えられている。牓示に使われていたと推定されている木簡は平城京・長岡京の側溝跡や石川県の加茂遺跡などから出土している。
後には、寺社の境内の境界や一円支配が確立した荘園の排他的権利の及ぶ範囲を示す境界線として立てられた。牓示は自然物（岩や立木など）がその役目を果たすこともあったが、通常は木や石で作られた柱が用いられた。荘園の認定時に荘園領主の使者や荘官、朝廷の使者、国衙の役人が立ちあって立てられた。牓示は境界を明確にして境相論を防止する意味があったが、国司の交替による方針変更や境相論の相手側の工作によって引き抜かれる場合もあった。中世において朝廷の権威が物理的な強制力を持つものではなかったために牓示の権威が絶対性を持つものではなかった。そのため、荘園領主・荘官などは荘園図などを作成して合わせて証拠とする必要があった。